# Tvåsporigt snyltkrös
Tvåsporigt snyltkrös (Tremella simplex) är en svampart som beskrevs av H.S. Jacks. & G.W. Martin 1940. Tvåsporigt snyltkrös ingår i släktet Tremella och familjen Tremellaceae.  Arten är reproducerande i Sverige. Inga underarter finns listade i Catalogue of Life.